# NGC 6188
NGC 6188 is een emissienevel in het sterrenbeeld Altaar. Het hemelobject ligt ongeveer 4000 lichtjaar van de Aarde verwijderd en werd op 15 april 1836 ontdekt door de Britse astronoom John Herschel.

## Synoniemen
- ESO 226-EN19